# Антонио, Николас
Никола́с Анто́нио (исп. Nicolás Antonio; 31 июля 1617, Севилья — 13 апреля 1684, Мадрид) — испанский библиограф.

## Биография
Учился в Саламанке (1636—1639), затем вернулся в Севилью. Написал трактат «De Exilio», изданный в 1659 году. В 1654 году отправлен генеральным представителем в Рим, в 1679 году вернулся в Испанию.
Главное сочинение Антонио «Bibliotheca Hispana» издано в Риме в двух частях — «Bibliotheca Hispana nova» в 1672 году, а «Bibliotheca Hispana vetus» была откорректирована Мануэлем Марти и издана посмертно, в 1696 году  другом Антонио, кардиналом Хосе Саэнс де Агирре. В первую часть включены библиографии испанских писателей после 1500 года, во вторую часть включена история испанской литературы со времён Августа по 1500 год. Второе издание с дополнениями из рукописей Антонио и комментариями Франсиско Переса Байера (Francisco Pérez Bayer, 1699—1781) вышло в 1787—1788 годах в Мадриде.
Среди других работ Антонио — «Censura de historias fabulosas» (издана посмертно в 1742 году в Валенсии) и неизданная «Bibliotheca Hispana rabinica» (хранится в Национальной библиотеке в Мадриде).